# Muspelhajm
Muspelhajm (Muspelheim) je carstvo večitog ognja. U njega ne može stupiti niko ko tu nije rođen. Vladar Muspelhajma je Surd, neprijatelj Bogova. Iz Muspelhajma se sumporna isparenja spuštaju ka Nifelhajmu (Nifelheim).